# Грејт Јармут
Грејт Јармут (енгл. Great Yarmouth) је град у Уједињеном Краљевству у Енглеској. Према процени из 2007. у граду је живело 60.267 становника.

## Становништво
Према процени, у граду је 2008. живело 60.267 становника.
| 1981.  | 1991.  | 2001.  |
| ------ | ------ | ------ |
| 54.777 | 56.190 | 58.032 |

## Партнерски градови
- Рамбује